# Окупација Луксембурга у Првом светском рату
Немачка окупација Луксембурга у Првом светском рату била је прва од две окупације Великог војводства Луксембург у 20. веку. Од августа 1914. па све до краја рата у новембру 1918, Луксембург је био под потпуном окупацијом Немачког царства. Немачка влада је оправдавала окупацију потребом да пруже подршку својим јединицама распоређеним у суседној Француској, мада су Луксембуржани, како савременици тако и њихови потомци, другачије тумачили немачке поступке.
Током овог периода Луксембургу је дозвољено да задржи своју владу и политички систем, иако се присуство немачке војске осећало као крајње неугодно. Без обзира на узнемиреност коју је окупација донела, Луксембуржани су се трудили да живот воде што уобичајеније. Политичке партије су своју пажњу усмериле на привреду, образовање и уставне реформе.
Домаће политичко окружење се доста закомпликовало смрћу Паула Ајшена, који је био премијер Луксембурга током 27 година. Након његове смрти уследио је период краткотрајних влада, стање које је довело до побуне и уставног расула након повлачења немачких војника.

## Позадина
Лондонским споразумом из 1867. године Луксембургу је признат статус неутралне државе. У Луксембуршкој кризи Пруска је осујетила покушај Француске да купи Велико војводство од Холандије. Неутралност Луксембурга тада је прихватио и пруски канцелар Ото фон Бизмарк који се хвалио: „Одустали смо од освајања тврђаве Луксембург и заузврат добили њену неутралност и гаранције да ће се та неутралност заувек поштовати”.
Јуна 1914, Гаврило Принцип је у Сарајеву убио надвојводу Франца Фердинанда, аустроугарског престолонаследника, што је нагло погоршало односе између Србије и Двојне монархије. Немачка је подржавала Аустроугарску, док се Србија ослањала на Русију. Аустроугарска је 28. јула 1914. објавила рат Србији, што је изазвало мобилизацију руске војске, па је Немачка у складу са својим савезничким обавезама објавила рат Русији.
Објављујући рат најближој руској западној савезници, Француској, Немачка је активирала Шлифенов план. По овој стратегији коју је 1905. осмислио фон Шлифен Немачка је требало да продре у Француску кроз слабо брањене Низоземске. На тај начин би немачка војска стигла до Париза заобишавши најјача француска одбрамбена упоришта на југу, освојила га и натерала Француску на предају. После тога би Немци сву пажњу могли да сконцентришу на Источни фронт.
Још од шездесетих година 19. века, Луксембуржанима су биле јасне немачке тежње и влада Луксембурга је била свесна последица Шлифеновог плана. Године 1911. премијер Паул Ајшен је именовао инжењере да испитају железничку мрежу у западној Немачкој а нарочито изгледе за окупацију Луксембурга услед потребе обезбеђивања логистичке подршке за кампању у Француској. Поврх свега, у Луксембургу је живео велики број етнички чистих Немаца, па се страховало да ће Немачка анектирати Луксембург и припојити га својој империји. Влада Луксембурга се трудила да ово избегне истичући неутралност земље.

## Инвазија
Дана 1. августа 1914. Немачка је објавила рат Русији. Када су заратили са својим источним суседом, Немци су активирали Шлифенов план. Овим су се обистинила страховања луксембуршке владе. У почетку Луксембург је био само транзитна тачка за немачку 4. армију која је била под командом Албрехта фон Виртемберга. Једна железница са севера Рајнске области пролазила је кроз Троавјерж на крајњем северу Луксембурга и прва повреда коју је Немачка нанела луксембуршком суверенитету било је нелегално коришћење ове железничке станице. Ајшен је протестовао, али није могао да спречи немачко напредовање.
Наредног дана повреде суверенитета су постале озбиљније пошто су Немци покренули општу офанзиву. Немачки војници су напредовали кроз југоисточни део Луксембурга, прешли реку Мозел код Рејмехa и Васербилига и наставили напредовање ка престоници, граду Луксембургу. Десетине хиљада немачких војника су се расподелили по Луксембургу за 24 часа. Велика војвоткиња Марија Аделаида наредила је малој армији војводства, која је бројала мање од 400 људи, да не пружа отпор и 2. августа она и Ајшен су се срели са пуковником Рихардом Карлом фон Тесмаром на Адолфовом мосту, симболу модернизације Луксембурга. Они су уложили благи протест, али и младој војвоткињи и искусном премијеру било је већ јасно да је немачко војно присуство било неизбежно.
Дана 2. августа немачки канцелар Теобалд фон Бетман Холвег правдао је потпуну окупацију Луксембурга војним разлозима, тврдећи како је Француска планирала исти потез. Француска је тврдила да она не би повредила луксембуршки суверенитет пре Немачке. Бетман-Холвег је покушао да изрази жаљење због чина који је учинила његова земља, нудећи Луксембургу компензацију за штету нанету војним присуством. Дана 4. августа Холвег је пред Рајхстагом изјавио:
Били смо принуђени да игноришемо праведне протесте белгијске и луксембуршке владе. Ми ћемо исправити ове неправде чим наши војни циљеви буду постигнути.
Међутим како је изгледало да се Немачка приближава победи немачки канцелар је променио мишљење. У свом Септембарском програму, Бетман Холвег је предложио да Луксембург постане немачка савезна држава, и да се на то присили луксембуршки народ када Немачка буде прогласила своју неминовну победу над Антантом. Знајући ово, за многе Луксембуржане је представљало право олакшање вест да је немачко наступање заустављено на Марни средином септембра. За сукобљене нације ово је значило почетак рововског ратовања али за Луксембург је то било продужење немачке окупације унедоглед.

## Ајшенова влада
Како се успоставила равнотежа на Западном фронту, судбина Луксембурга је постала веома неизвесна. Свима је било јасно да луксембуршка влада барем још неко време може очувати самоуправу ако буде у потпуности изашла у сусрет потребама немачке војне администрације. Ајшен је био познат и веома популаран политичар и све странке су имале пуно поверење у његову способност да спроведе Луксембург кроз дипломатско минско поље каква је била окупација. На захтев немачког посланика, он је 4. августа 1914. избацио француског, а четири дана касније и белгијског посланика, а када је Италија ушла у рат, и њеног представника. Исто тако Ајшен је одбио да говори лоше о Царинској унији — Цолферајну, мада је још пре рата отворено говорио о иступању из те трговинске уније.
Дана 13. октобра 1914. године немачке војне власти су ухапсиле луксембуршког новинара, Карла Дардера, због објављивања антинемачких прича. Дардер је одведен у Кобленц где га је војни суд осудио на три месеца затвора. Ајшен је био запањен, јер су Немци отели луксембуршког грађанина и прекршили своја територијална овлашћења и није крио своје огорчење. Немачком посланику у Луксембургу рекао је како је овај акт представљао директно кршење суверенитета Великог војводства.
Овакви жестоки протести су се поновили, и од стране Ајшена и од Виктора Торна, када су јануара 1915. ухапшени железнички радници јер су наводно сарађивали са француском војном обавештајном службом. Њима је потом суђено у Триру. Као министар правде, Торн је био бесан зато што је на тај начин судски систем Луксембурга третиран са омаловажавањем. Немачка управа није са одобравањем примала овакве приговоре. Међутим, иако им је сметала Ајшенова тврдоглавост, он је био користан јер је био једина личност која је могла да уједини различите политичке фракције у Луксембургу.
Ајшен није био једини који је зарад својих принципа отежавао нормално функционисање владе. У лето 1915. Ајшен је уложио напоре како би смањио утицај католичке цркве у државном школском систему. Велика војвоткиња, Марија Аделаида, била је против тога. Пошто је била дубоко религиозна католикиња (као и већина становника њене земље али не и њен покојни отац, који је био протестант) она је наводно рекла: „Нећу дозволити да најдрагоценије наслеђе [римокатолицизма] буде украдено док ја имам кључ.“ Марија Аделаида је одбила да попусти па је чак позвала Ајшена да да оставку уколико није био спреман да прихвати њену одлуку. Ајшен је био близу да то и учини, али је ипак успео да се обузда. Ипак, није дуго после тога остао на премијерском положају.

## Након Ајшена

### Ајшенова смрт
Дана 11. октобра 1915. године смрт Паула Ајшена је задала тежак ударац и готово је паралисала луксембуршки политички систем. Када је избио рат, Ајшен је имао 73 године и његов двадесетседмогодишњи мандат је био једина влада коју је памтила већина Луксембуржана. Током прве године немачке окупације, био је ослонац за луксембуршки народ. Такође је био од великог значаја и за Марију Аделаиду. Велика војвоткиња није била припремљена за положај који је заузимала, била је 53 године млађа од Ајшена и сматрана је и политички наивном и опасно пристрасном за једног уставног монарха, а ограничења моћи њене функције и положаја су била релативно козметичке природе.
Од нарочитог значаја је било то што је Ајшен имао поверење Посланичке коморе и што је успевао да држи на окупу у влади све значајне луксембуршке странке, наизглед само својим ауторитетом. Да би ситуација била још гора по национално јединство искушења окупације су довела до обнове антиклерикалног савеза између социјалистичке и либералне странке. Због тога ни клерикалци ни њихови опоненти нису могли да имају законодавну већину. Католички конзервативци су оформили највећи блок али ни они нису успели да окупе већинску коалицију.

### Монженастова влада
Сутрадан након Ајшенове смрти, велика војвоткиња Марија Аделаида је позвала Матијаса Монженаста, министра финансија још од 1882. године, да формира мањинску владу. Монженастов специјални статус привременог премијера био је потврђен и званичном титулом. Наиме он, за разлику од својих претходника од 1857. године, није био председник владе већ је имао мање звучну титулу председника савета
Монженастова влада није требало да буде дугог века. Главни циљ који је велика војвоткиња хтела да постигне именовањем искусног Монженаста била је стабилизација политичке ситуације у земљи. Ипак, нико није очекивао да ће влада тако брзо пасти. Монженаст је 4. новембра 1915. предложио кандидата за новог управника луксембуршке учитељске школе. Окружење велике војвоткиње није се слагало са овом номинацијом па је Марија Аделаида одбила Монженастов предлог. Монженаст је био упоран; образовање је била његова омиљена тема и он је очекивао да ће велика војвоткиња прихватити савет искусног политичара какав је он био. Погрешио је, јер је велика војвоткиња била тврдоглава и само је критиковала премијера који је имао мањинску подршку, а нарочито зато што је био нов на месту и већ постављао захтеве. Наредног дана Монженаст је дао оставку само 25 дана након што је постао премијер.

### Лоучова влада
Пошто се сукобљавала са Монженастом велика војвоткиња је одлучила да формира кабинет само од конзервативаца. Посланичка комора се снажно противила томе; десница је у овом телу имала само 20 од 52 посланика, а била јој је потребна већинска подршка. Марија Аделаида је покушала да изађе из овог ћорсокака распуштањем посланичке коморе и позивањем је грађане да повере мандат конзервативцима. Ово је разбеснело левицу, која је претпоставила да њени посланици сами имају уставно право да дају поверење влади Они су сматрали да је овим чином велика војвоткиња извршила државни удар. Ипак 13. децембра Луксембуржани су изашли на биралишта. Иако су позиције деснице побољшане јер је добила 25 мандата, она није била довољно јака да формира већинску владу. Дана 11. јануара 1916. у посланичкој комори је прошао предлог о неповерењу и Лоуч је разрешен дужности.

## Влада Националне уније

### Постизање консензуса
Након неуспешног покушаја формирања конзервативне владе, велика војвоткиња се окренула водећем либералном политичару Виктору Торну позивајући га да формира нову владу. Након 27 година дугог Ајшеновог мандата за два месеца су се смениле две владе па су Луксембуржани губили поверење у своје политичаре. Торн је по природи био помирљив политичар и упутио је директан позив посланичкој комори да подржи његову владу независно од тога којој су идеологији наклоњени сами посланици: „Ако желите владу која ради, и која је способна да ради, императив је свих партија да подрже ову владу.“ Подршка је стигла од свих странака али уз услов да све оне буду позване у владу. Торн није имао избора. Резултат је био кабинет који је формирала широка коалиција коју су чинили сви значајнији луксембуршки политичари; поред Торна ту су били конзервативци Леон Кауфман и Антоан Лефорт, социјалистички првак доктор Михаел Велтер и либерал Леон Мутрије.

### Несташица хране
Највећи проблем са којим се суочавала луксембуршка влада била је несташица хране. Рат је онемогућио увоз хране, а снабдевање немачких окупаторских снага је увек било приоритетно у односу на снабдевање Луксембуржана. Како би зауставио погоршавање снабдевања храном, Михаел Валтер, генерални директор за пољопривреду и трговину, забранио је извоз хране из Луксембурга. Поред тога, влада је увела следовања и контролу цена како би спречила пораст потражње и како би намирнице учинила доступним сиромашнијим Луксембуржанима. Ипак овим мерама нису били постигнути жељени резултати. Повећан је број Луксембуржана који су се окренули црној берзи, а на запрепашћење луксембуршке владе помоћ немачких окупационих власти била је веома слаба. Штавише, влада је оптуживала Немачку да поспешује ширење црне берзе зато што је одбијала да наметне прописе и зато што се и сама бавила кријумчарењем.
Током 1916. проблеми са снабдевањем су се продубили због слабих приноса кромпира у свим земљама Бенелукса; у Луксембургу и суседној Белгији приноси су били 30% до 40% слабији него претходне године. Многи Луксембуржани су добијали тако мало хране да су готово гладовали, а држава је покушавала да спречи умирање од глади. Ово је довело до тога да су се немачки војници мање ослањали на локалне резерве хране, а више на увоз хране из Немачке.
Иако је глад била избегнута, влада је изгубила доста поверења и код грађана и код политичара. Дана 22. децембра 1916. Михаел Велтер, одговорни министар, је био критикован у Посланичкој комори која је тражила његову оставку. Торн је одуговлачио, тражећи било које решење осим смењивања лидера једне од три најважније странке, али га није нашао. Велтер је 3. јануара 1917. смењен, а на његово место је дошао други социјалиста Ернест Леклер. Чак и након смене и Тезмаровог обећања да ће се његови војници коректније понашати у будућности, Леон Кауфман је био у стању да наведе 36 случаја кријумчарења хране од стране немачких војника који су се десили између марта 1917. и јуна 1918. године.

### Штрајк рудара
Незадовољство међу народом је расло, нарочито на индустријализованом југу земље. У јесен 1916. дошло је до стварања првих радничких синдиката у граду Луксембургу и Еш сир Алзету. Упркос ратној потражњи, производња гвожђа је запала у кризу што је довело до повећане несигурности међу запосленима. У марту и априлу изабрана су три независна посланика у кантону Еш сир Алзет где је главна економска делатност била производња гвожђа и челика. Ова три независна посланика била су једина опозиција Влади националне уније.
За многе Луксембуржане, нарочито за рударе, избори нису били једини начин за исказивање незадовољства владајућим режимом. Предосећајући грађанске немире, немачки командант, фон Тезмар, запретио је да ће сваки акт насиља (под чиме је подразумевао и штрајк) бити кажњен смрћу. Ипак, 31. маја 1917. радници су одлучили да употребе своје најмоћније оружје и да одложе алат. Немачка је зависила од луксембуршког гвожђа од када је британска поморска блокада присилила да се ослони на локалне ресурсе; 1916. Луксембург је произвео једну седмину сировог гвожђа у оквиру Цолферајна. Немачка једноставно није могла да дозволи штрајк у производњи тако важне сировине.
У гушењу штрајка фон Тезмар је био суров и ефикасан, али ипак се од њега није захтевало да спроведе у дело и егзекуције којима је претио у претходном периоду. За девет дана немачке снаге су угушиле штрајк, а вође су биле похапшене Двојица главних вођа су у Триру били осуђени на немачком војном суду на затворске казне од по десет година. Стално одбијање немачких власти да поштују луксембуршку владу и понижавајући начин на који је штрајк био угушен, снагама немачке војске а не луксембуршке полиције, било је превише за Торна. Дана 19. јуна 1917. Торнова влада је поднела оставку.

## Кауфманова влада
Иако је покушај широке коалиције пропао потреба за политичким јединством је и даље постојала. Пошто је Влада националне уније пала, Кауфман је договорио политички савез између његове Десне партије и Мутријеове Либералне лиге. Надао се да ће овај политички савез пребродити окупацију. Први циљ био је да се уставним амандманима уклоне разлози за сталне приговоре левице. Новембра 1917. Посланичка комора покренула је низ дебата о различитим уставним амандманима. Коначно, уставом је забрањено влади да склапа тајне споразуме, одлучено је да се повећају плате посланицима у комори (до тада су посланичке дневнице биле 5 франака), да се уведу универзална следовања и да се већински изборни систем замени пропорционалним.
Док су готово све ове промене имале широку популарност и подржавале су их готово све политичке структуре, ту подршку није имао предлог за промену члана 32. Устава. Поменути члан није био промењен у превирањима 1868. године и његов текст није био мењан још од доношења Устава 1848. године. Њиме се јасно дефинисало да је суверенитет државе оличен у личности велике војвоткиње. Ипак, због велике блискости између Марије Аделаиде и немачког племства постављало се питање да ли велика војвоткиња може да представља национални суверенитет. Посланичка комора је гласала за промену 32. члана Устава, али се Кауфман успротивио видећи у промени дефиниције националног суверенитета тежњу ка увођењу републиканског режима.
У лето 1918. одиграли су се догађаји који су одредили судбину владе. Дана 8. јула, британско ваздухопловство (РАФ) бомбардовало је Клозен и том приликом погинуло је десет цивила. Овај догађај удаљио је Луксембург од савезника, па се велика војвоткиња приклонила Немачкој, чија је популарност међу Луксембуржанима била изузетно слаба. Дана 16. августа немачки канцелар Георг фон Хертлинг посетио је Луксембург; иако је Хертлинг желео да види само велику војвоткињу, Кауфман је желео да присуствује састанку. За Луксембуржане је ово значило да су односи између влада земаља недвосмислено срдачни, па је ово довело до великог пада Кауфмановог кредибилитета. Ситуација се искомпликовала вешћу од 26. августа да су се верили принцеза Антоанета и Рупрехт од Баварске који је био генерал-фелдмаршал у немачкој војсци. Притисак на Кауфмана је растао и како је његова партија и даље била политички јака, а његова репутација изузетно слаба, није му преостало ништа друго него да поднесе оставку. Ово је учинио 28. септембра у корист конзервативца Емила Ројтера.

## Крај рата

### Примирје
У јесен 1918. позиција Немачке у рату била је безнадежна. Велика Пролећна офанзива показала се као велики неуспех. Савезнички противудар Офанзива од сто дана присилила је немачку војску да се повуче у оквире својих старих граница. Дана 6. новембра 1918, фон Тезмар је наредио потпуно повлачење немачких снага из Луксембурга. Пет дана касније потписано је примирје чиме је након више од четири године завршен Први светски рат. Један од услова примирја предвиђао је да се Немачка повуче са свих окупираних територија, укључујући и Луксембург.
Савезници су се споразумели да немачко повлачење из Луксембурга надгледају САД и да Американцима припадне част да ослободе ову земљу. Дана 18. новембра генерал Џон Першинг издао је прокламацију народу Луксембурга у којој стоји да ће новоформирана америчка Трећа армија проћи кроз Луксембург како би извршила окупацију Рајнске области и да Американци долазе као савезници и ослободиоци:
Након четири године насиља над својом територијом, Велико Војводство Луксембурга је коначно ослобођено... Америчке трупе ушле су у Велико Војводство Луксембурга као пријатељи, и повиноваће се стриктно одредбама међународног права. Њихово присуство, које неће трајати дуже него што је неопходно, неће бити терет за вас. Рад владе и других институција неће бити ометан. Ваши животи и средства за живот неће бити угрожени. Ваша личност и имовина биће поштована.
Наредних дана амерички војници прешли су француско-луксембуршку границу. Народ их је дочекао као ослободиоце са заставама и цвећем у атмосфери коју је Першинг својим говором хтео да инспирише. Лук Хоус, градоначелник Луксембурга, обавестио је америчку војску да се Немци понашају дисциплиновано и коректно у последње три недеље; ово је била упадљива разлика у односу на многобројне раније приговоре. Коначно, 22. новембра 1918, немачка војска је завршила повлачење из Луксембурга чиме је окупација била завршена.
Немачки пораз пружио је могућност савезницима да реше питање Луксембурга једном за свагда. Луксембург више није био у немачкој сфери утицаја и савезници су се надали да ће настављањем гарантовања независности учврстити мир који су извојевали. Дана 19. децембра под притиском британске и француске владе Луксембург је објавио повлачење из Цолферајна и престанак концесија Немачкој на коришћење луксембуршке железнице.

### Побуна
Иако су савезници били задовољни стањем које су успоставили у Луксембургу, луксембуршка влада се суочила са новом претњом, комунизмом. Након повлачења немачке војске, револуционари су по узору на руске успоставили радничке савете широм Луксембурга. Истог дана када су Карл Либкнехт и Роза Луксембург у Немачкој прогласили социјалистичку републику (10. новембар), комунисти су у Луксембургу прогласили републику која је, додуше, трајала неколико сати. Још једна побуна је избила у Еш сир Алзету у раним јутарњим часовима 11. новембра, међутим, такође је врло брзо пропала. Социјалисти су били узнемирени понашањем велике војвоткиње Марије Аделаиде, која је својим интервенционизмом и опструкционизмом успевала да осујети и самог Ајшена. Дана 12. новембра социјалисти и либерални политичари су тражили њену абдикацију. Предлог гласања о аболицији монархије у посланичком дому био је одбијен са 21 гласом против 19 (и три уздржана), али је Дом ипак тражио од владе да одржи референдум о том питању.
Мада су рани покушаји левичара да успоставе републику пропали, суштински разлози незадовољства нису били отклоњени, и док је Марија Аделаида била велика војвоткиња, либерали би се удружили са социјалистима како би формирали опозицију. Француска влада је такође одбила да сарађује са владом на чијем челу су били колаборатори. Француски министар иностраних послова је рекао да је колаборационизам са непријатељима Француске тежак прекршај. Додатни притисак на војвоткињу био је догађај који се десио 9. јануара када се одред луксембуршке војске побунио и прогласио се за војску нове републике, са Емилом Сервеом (сином Емануела Сервеа) на положају Председавајућег комитету за јавну безбедност. Међутим, до јануара празнину коју су оставиле немачке снаге након повлачења, попуниле су америчке и француске снаге. Председавајући Посланичке коморе, Франсоа Алтвис, тражио је од француске војске да интервенише. Ипак вакуум који је створен немачким повлачењем попуниле су америчке и француске трупе. Спремни да заврше са оним што су сматрали пробелгијском револуцијом, Французи су сломили револуционаре у Луксембургу.
Међутим, Марија Аделаида није могла да поднесе нелојалност својих оружаних снага па је абдицирала у корист своје сестре Шарлоте. Белгијанци, који су се надали анексији Луксембурга или барем присилној унији, морали су невољно да признају Шарлоту. Положај династије је био несигуран све до септембра 1919, када су се на референдуму Луксембуржани изјаснили за владавину династије Насо-Вајлбург (за је гласало 77,8%).

### Париска мировна конференција
И после завршетка рата и смиривања унутрашњих немира судбина Луксембурга је и даље била неизвесна. Белгија је тешко страдала у рату; готово читаву државну територију је окупирала Немачка и страдало је више од 43.000 Белгијанаца од тога 30.000 цивила. Белгија је желела компензације и усмерила је своје тежње ка територијама својих суседа; у новембру 1918. лорд Хардинг, стални секретар у Форин офису рекао је холандском амбасадору у Лондону да су Белгијанци похлепни и да ће покушати да приграбе све што могу.
На почетку 1919, Белгија је почела да пропагира анектирање. На Париској мировној конференцији Белгија је тражила од међународне заједнице дозволу за анектирање Луксембурга. Плашећи се да изгуби утицај на левој обали Рајне, Француска је одбила белгијске захтеве и наставила је да гарантује луксембуршку независност.
Коначни Версајски споразум садржао је два члана (40. и 41.) који су се односили на статус Луксембурга. Главни 40. члан укинуо је све немачке привилегије у односима са Луксембургом које су биле установљене споразумима из 1842, 1847, 1865, 1866, фебруара 1867, маја 1867, 1871, 1872. и 1902. Ефекат опозивања ових споразума био је јасан: Луксембург је имао право да се повуче из Цолферајна, Немачка је изгубила право да користи луксембуршку железницу и Немачка је морала да призна неутралност Луксембурга. Како би спречио економски ембарго након распада трговинске уније, споразум је дозволио Луксембургу неограничено коришћење немачког угља и забранио је Немачкој да убире царину на робу увезену из Луксембурга до 1924. године.

## Луксембуршка дијаспора
Хиљаде Луксембуржана у расејању, не обазирући се на одлуку владе о неутралности земље, приступило је страним армијама. У Француској армији борило се 3200 Луксембуржана од којих је 2800 погинуло. Како је Луксембург пре рата имао само 266 000 становника број погинулих је износио преко 1% популације што је процентуално био већи губитак од неких других учесника у рату (видети Жртве у Првом светском рату). Луксембуршким добровољцима подигнут је споменик Геле фра (књижевно Златна дама) који је откривен у граду Луксембургу 27. маја 1923. године. Првобитни споменик је уништен 20. октобра 1940. током нацистичке окупације јер је симболизовао негирање немачког идентитета Луксембуржана и отворен отпор германизацији. Споменик је обновљен након Другог светског рата и поново је откривен 23. јуна 1985. године.
Луксембуршка заједница у САД суочила се са кризом идентитета. Традиционално су себе сматрали етничким Немцима, а не одвојеном заједницом. Читали су штампу на немачком језику, похађали су немачке школе и живели су као немачки Американци. Без обзира на то, убрзо након избијања рата расположење Луксембуржана се променило, 2. маја 1915. Луксембуршко братство у Америци је на годишњем састанку одлучило да прихвати енглески као свој једини службени језик. Друге организације нису тако нагло увеле промене; Luxemburger Gazette је критиковала америчког председника Вудроа Вилсона зато што је у рату подржавао Уједињено Краљевство (критиковали су га све до 1917. године). Пошто су САД ушле у рат априла 1917. на страни Савезника, луксембуршке заједнице су једном за свагда промениле свој однос према Немачкој.